# Acid Tests
Os Acid Tests ou Testes de Ácido foram uma série de festas realizadas pelo escritor Ken Kesey principalmente na área da Baía de São Francisco em meados da década de 1960, centradas no uso e na defesa da droga psicodélica LSD, comumente conhecida como "ácido". O LSD não foi considerado ilegal na Califórnia até 6 de outubro de 1966, sob a administração do então governador Ronald Reagan.

## História
O nome "Acid Test" foi cunhado por Kesey, após o termo "acid test" ser usado por mineradores de ouro na década de 1850. Ele começou a dar festas em sua fazenda em La Honda, Califórnia. Os Merry Pranksters foram fundamentais para organizar os Acid Tests, incluindo Pranksters como Lee Quarnstrom e Neal Cassady. Outras pessoas, como os químicos de LSD Owsley Stanley e Tim Scully, também estavam envolvidas.
Kesey levou as festas para locais públicos e anunciou com cartazes que diziam: "Você consegue passar no teste de ácido?", e o nome foi mais tarde popularizado no livro de Tom Wolfe de 1968, The Electric Kool-Aid Acid Test. As apresentações musicais do Grateful Dead eram comuns, junto com luzes negras, luzes estroboscópicas e tinta fluorescente. Os Acid Tests são notáveis por sua influência na contracultura da década de 1960 baseada em LSD da área de São Francisco e na transição subsequente da geração beat para o movimento hippie. A música de Jefferson Airplane "A Song for All Seasons" (de Volunteers) menciona os Acid Tests.

## Linha do tempo
1965

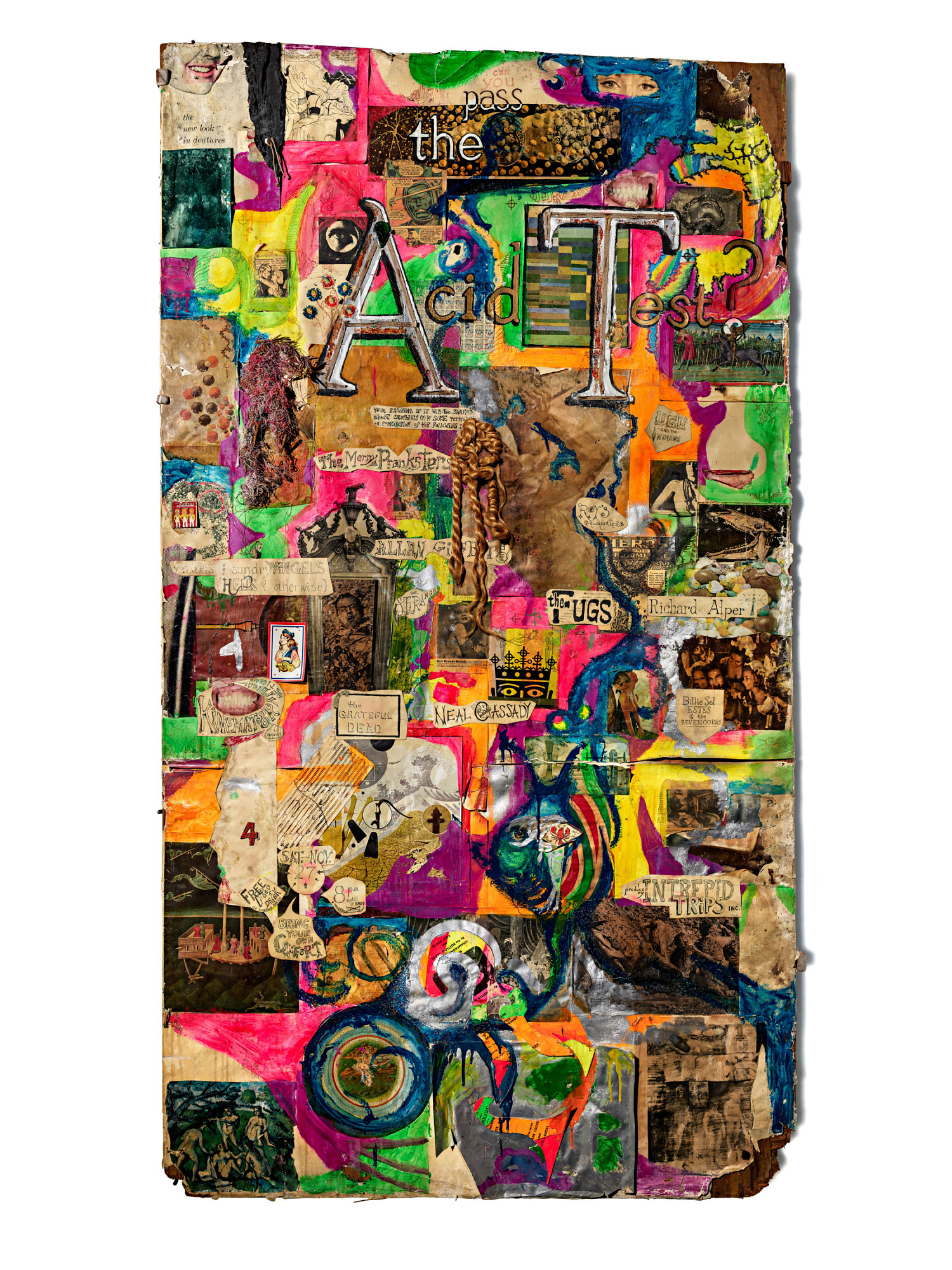
Placa para o Acid Test em 27 de novembro de 1965, por Ken Kesey, do Museu Nacional de História Americana, item de coleção nº 1992.0413.01.

- 27 de novembro; Soquel, Califórnia: O primeiro Acid Test foi uma festa na casa de Ken Babbs em 27 de novembro de 1965, embora Babbs se lembre de que foi na noite de Halloween. Um folheto[3] supostamente mostra que os Warlocks (uma semana antes da banda se tornar conhecida como Grateful Dead) tocaram em Soquel como Warlocks em 27 de novembro. No entanto, a autenticidade deste folheto foi questionada, e várias testemunhas confirmam que os Warlocks não tocaram em Soquel; eles apenas tocaram casualmente alguns dos instrumentos do Merry Prankster.[4] Uma placa original do Acid Test feita de tinta fluorescente e colagem de jornal doada ao Museu Nacional de História Americana do Smithsonian Institution pelo co-organizador do evento Ken Kesey em 1992 lista Grateful Dead como um artista musical, assim como The Fugs, junto com um texto desenhado à mão na placa que diz: "Seu ensaio sobre isso será compartilhado quase certamente por alguma permutação ou combinação do seguinte [...]."[5] Em seu livro, Phil Lesh confirma que ele compareceu: "Nós estávamos no primeiro teste não para tocar, mas apenas para senti-lo, e não tínhamos trazido nenhum instrumento ou equipamento."[6] Muito provavelmente Lesh estava acompanhado por Bob Weir e Jerry Garcia na festa.[7]
- 4 de dezembro; San José, Califórnia: Desta vez, o recém-renomeado Grateful Dead tocou, a primeira apresentação de sua longa carreira.[4]
- 11 de dezembro; Muir Beach, Califórnia
- 18 de dezembro, Palo Alto, Califórnia[8]

1966
- 8 de janeiro; São Francisco, Califórnia (The Fillmore)
- 15 de janeiro; Portland, Oregon
- 21–23 de janeiro; São Francisco (Trips Festival no Longshoreman's Hall)[9]
- 29 de janeiro; São Francisco, Califórnia (Sound City Studios)
- 5 de fevereiro; Los Angeles, Califórnia - Sepulveda Unitarian Universalist Society
- 12 de fevereiro; Watts – Youth Opportunities Center[10][11]
- 25 de fevereiro; Los Angeles, Califórnia (Hollywood) – Cinema Theatre
- 12 de março; Los Angeles, Califórnia (Danish Center)[12][13][14][15]
- 19 de março;  Los Angeles, Califórnia (Pico) Carthay Studios
- 25 de março; Los Angeles, Califórnia (Sunset Strip) – Troupers Club[16][17][18][19][20]
- 30 de setembro – 2 de outubro; Universidade Estadual de São Francisco – Whatever It Is Festival – três dias[21][22][23][24]
- 31 de outubro; São Francisco, Califórnia — Acid Test Graduation (Bill Graham cancelou o evento Winterland Ballroom, o Grateful Dead tocou no California Hall naquela noite, e o evento foi realizado em um depósito em South of Market).[25]

1967
- 16 de março; Houston, Texas (Brown College, Rice University) (apesar do conceito de "graduação" do Acid Tet final da Costa Oeste, o Acid Test final real dos Merry Pranksters foi organizado no Texas pelo amigo de Kesey, Larry McMurtry).[26]

1968
- 24 de outubro; O Congresso aprova o Projeto de Lei Staggers-Dodd, que criminaliza o uso recreativo de LSD-25.[27]

## Festival de viagens
Ramon Sender coproduziu o Trips Festival com Ken Kesey e Stewart Brand. Foi um evento de três dias que, em conjunto com os Merry Pranksters, reuniu o movimento hippie nascente. O Trips Festival foi realizado no Longshoreman's Hall em São Francisco em janeiro de 1966. O engenheiro de som da contracultura Ken Babbs é creditado principalmente pelos sistemas de som que ele criou para o Trips Festival. Antes da criação de Babbs, foi descoberto que uma música específica geralmente soava distorcida quando aumentada em níveis altos por causa do piso de cimento no San Francisco Longshoreman's Union Hall (onde o Trips Festival estava acontecendo). Babbs, sendo um engenheiro de som, resolveu o problema. Ele fez amplificadores de som que não criariam sons distorcidos quando aumentados em níveis altos.
Organizado por Stewart Brand, Ken Kesey, Owsley Stanley, Zach Stewart e outros, dez mil pessoas compareceram a este evento com ingressos esgotados, com mais mil pessoas recusadas a cada noite. No sábado, 22 de janeiro, o Grateful Dead e o Big Brother and the Holding Company subiram ao palco, e 6.000 pessoas chegaram para beber ponche com LSD e testemunhar um dos primeiros shows de luzes totalmente desenvolvidos da época.
O Big Brother and the Holding Company foi formado no Trips Festival. Na plateia estava o pintor e baterista de jazz David Getz, que logo se juntou à banda.